# Римская курия
Ри́мская ку́рия, или Па́пская ку́рия, (лат. Curia Romana) — главный административный орган Святого Престола и Ватикана и один из основных в Католической церкви. Отдельные ведомства Римской курии от имени и властью папы римского отвечают на вопросы, рассматривают предложения, апелляции, жалобы или просьбы, направленные в адрес Святого Престола, выносят распоряжения, решения или приговоры, выступают с различными инициативами и т. д. В рамках курии (перед Верховным трибуналом Апостольской сигнатуры) можно обжаловать как судебные решения верховного суда по церковным делам, так и отдельные административные акты других ведомств.

## История
Первоначальными помощниками Западной Церкви были духовные лица из Римского диоцеза и епископы, вскоре появился ряд папских сотрудников — нотариусы, апостольские адвокаты, палатинские дьяконы и судьи, папские капелланы и др., позже стали образовываться постоянные ведомства типа пенитенциарии, канцелярии, апостольской палаты или папской канцелярии, чуть позже возникла Коллегия кардиналов. Реформу разросшейся администрации провёл папа Сикст V, придавший ей ограниченные юридические полномочия и обнародовав в 1588 году апостольскую конституцию «Immensa Aeterni Dei». В XX веке курия реформировалась трижды. Первый раз — после провозглашения апостольской конституции Пия X «Sapienti consilio» в 1908 году, которая без изменений была подтверждена «Кодексом канонического права» 1917 года. В конституции различалось 3 категории ведомств: конгрегации, трибуналы и управления. В декрете Christus Dominus Второго Ватиканского собора было выражено желание, чтобы они были подвергнуты реорганизации и интернационализации, то есть привлечения в них некоторых епископов поместных Церквей и светских представителей из верующих. Эти рекомендации удовлетворил Павел VI, огласивший 15 августа 1967 года апостольскую конституцию «Regimini Ecclesiae Universae». Последняя реформа, начатая Павлом VI, начала подготавливаться в 1974 году и была завершена в духе соборной экклезиологии апостольской конституцией Иоанна Павла II «Pastor Bonus» от 28 июня 1988 года. Согласно статье 38, каждое ведомство курии обязано было разработать особый устав или специальные нормативы и представить их для публичного ознакомления.
Конституцию дополнили два motu proprio — «Iusti iudicis» той же даты (о куриальных адвокатах) и «Nil primo anniversario» от 1 января 1989 года (об учреждении Управления делами Апостольской Столицы и его статусе и об общем уставе курии, одобренном папой 4 февраля 1992 года).
Очередной крупный этап реформирования Римской курии связан с деятельностью Папы Франциска, который сократил количество Папских советов с 12 до 5, учредил два секретариата.
19 марта 2022 года Папа римский Франциск провозгласил апостольскую конституцию «Praedicate Evangelium» (с лат. — «Провозглашать Евангелие»), которая кардинальным образом реформирует Римскую курию и заменила апостольскую конституцию «Pastor Bonus» 1988 года, изданную Иоанном Павлом II. Вступила в силу 5 июня 2022 года. Были упразднены конгрегации, папские советы и созданы дикастерии.

## Структура
В настоящее время Римская курия состоит из:
- Государственного секретариата Святого Престола, который, в свою очередь, состоит из 3 секций (1-я секция — общих дел, 2-я секция — по отношениям с государствами, 3-я секция — дипломатического персонала);
- 1 секретариата;
- 16 дикастерий, включающих 7 комиссий;
- 3 трибуналов;
- 2 папских комиссий и 3 папских комитетов;
- 5 межведомственных комиссий.

Помимо этого, есть также синод епископов, кадровая служба, несколько служб, а также исторически сложившиеся учреждения.

### Государственный секретариат Ватикана
- - Секция общих дел Государственного секретариата Ватикана	;
  - Центральная статистическая служба Церкви;
  - Комитет финансовой безопасности;
  - Папская комиссия по деятельности государственных юридических лиц Церкви в сфере здравоохранения;
  - Секция по отношениям с государствами; 
  - Секция по делам дипломатического персонала Святого Престола.

### Дикастерии
- Дикастерия по евангелизации:
  - Секция фундаментальных вопросов евангелизации в мире;
  - Международный совет по катехизации;
  - Секция первой евангелизации и новых отдельных церквей.
- Дикастерия доктрины веры:
  - Доктринальный секция:
    - Международная теологическая комиссия;
    - Папская библейская комиссия;

  - Дисциплинарная секция:
    - Папская комиссия по защите несовершеннолетних;
    - Коллегия по рассмотрению апелляций священнослужителей, обвиняемых в delicta reservata.
- Дикастерия по служению благотворительности;
- Дикастерия по делам восточных церквей;
- Дикастерия богослужения и дисциплины таинств:
  - Комитет «Vox Clara».
- Дикастерия по канонизации святых;
- Дикастерия по делам епископов:
  - Папская комиссия по делам Латинской Америки.
- Дикастерия по делам духовенства;
- Дикастерия по делам институтов посвящённой жизни и обществ апостольской жизни;
- Дикастерия по делам мирян, семьи и жизни;
- Дикастерия по содействию христианскому единству:
  - Комиссия по религиозным отношениям с евреями.
- Дикастерия по межрелигиозному диалогу:
  - Комиссия Римской курии по религиозным отношениям с мусульманами.
- Дикастерия культуры и образования:
  - Секция культуры;
  - Секция образования;
  - Папская служба по церковным призваниям.
- Дикастерия по содействию целостному человеческому развитию:
  - Комиссия Ватикана по COVID-19.
- Дикастерия по интерпретации законодательных текстов;
- Дикастерия по делам коммуникаций:
  - Ватиканская типография;
  - L’Osservatore Romano;
  - Пресс-служба Святого Престола.

### Трибуналы
- Апостольская пенитенциария;
- Верховный трибунал апостольской сигнатуры;
- Трибунал Священной Римской Роты:
  - Папская комиссия по проверке и применению Mitis Iudex в церквях Италии.

### Экономические ведомства
- Совет по делам экономики;
- Секретариат по делам экономики Святого Престола:
  - Департамент кадров Святого Престола;
- Администрация церковного имущества Святого Престола;
- Управление Генерального аудитора;
- Комиссия по конфиденциальным вопросам;
- Комитет по инвестициям.

### Папские ведомства
- Префектура Папского Дома;
- Служба папских литургических церемоний:
  - Папский музыкальный хор Сикстинской капеллы;
- Апостольская Палата.

### Учреждения, связанные со Святым Престолом
- Кадровая служба Святого Престола;
- Ватиканский апостольский архив;
- Ватиканская апостольская библиотека;
- Фабрика Святого Петра;
- Папская комиссия по священной археологии;
- Агентство по оценке и продвижению качества в церковных университетах и факультетах;
- Управление финансовой информации Святого Престола;
- Ватиканский Дом.

### Межведикастерские комиссии
- Междикастерская комиссия по партикулярным церквам;
- Междикастерская комиссия по делам Церкви в Восточной Европе;
- Междикастерская комиссия по рукоположению монашествующих;
- Междикастерская комиссия по кандидатам в священные ордена;
- Междикастерская комиссия по пересмотру Общего регламента Римской курии.

### Папские комиссии и комитеты
- Папская комиссия по делам государства-града Ватикана;
- Комиссия по делам адвокатов;
- Дисциплинарная Комиссия Римской курии;
- Папский комитет по международным евхаристическим конгрессам;
- Папский комитет по историческим наукам;
- Комиссия кардиналов по надзору за Институтом произведений религии.

### Другие учреждения Римской курии
- Швейцарская гвардия.

### Другие учреждения
- Синод Епископов;
- Папские университеты.

## Нынешний состав Римской курии
Должности указаны на 16 июля 2025 года
- Государственный секретарь Святого Престола — кардинал Пьетро Паролин;
  - Заместитель государственного секретаря Святого Престола — архиепископ Эдгар Пенья Парра;
  - Секретарь по отношениям с государствами — архиепископ Пол Ричард Галлахер;
  - Секретарь по папским представительствам — архиепископ Ян Ромео Павловски;
- Префект Дикастерии по евангелизации — Лев XIV;
  - Про-префект Секции по содействию новой евангелизации — архиепископ Сальваторе Физикелла.
  - Про-префект Секции евангелизации — кардинал Луис Антонио Гоким Тагле;
- Префект Дикастерии доктрины веры — кардинал Виктор Мануэль Фернандес;
- Префект Дикастерии по служению благотворительности и великий элемозинарий — кардинал Конрад Краевский.
- Префект Дикастерии по делам восточных церквей — кардинал Клаудио Гуджеротти;
- Префект Дикастерии богослужения и дисциплины таинств — кардинал Артур Роше;
- Префект Дикастерии по канонизации Святых — кардинал Марчелло Семераро;
- Префект Дикастерии по делам епископов — вакансия;
- Префект Дикастерии по делам духовенства — кардинал Лазарус Ю Хын Сик;
- Префект Дикастерии по делам институтов посвящённой жизни и обществ апостольской жизни — монахиня Симона Брамбилла;
  - Про-префект Дикастерии по делам институтов посвящённой жизни и обществ апостольской жизни — кардинал Анхель Фернандес Артиме;
- Префект Дикастерии по делам мирян, семьи и жизни — кардинал Кевин Фаррелл;
- Префект Дикастерии по содействию Христианскому единству — кардинал Курт Кох;
- Префект Дикастерии по межрелигиозному диалогу — кардинал Джордж Джейкоб Кувакад;
- Префект Дикастерии культуры и образования — кардинал Жозе Толентину Мендонса;
- Префект Дикастерии по содействию целостному человеческому развитию — кардинал Майкл Черни;
- Префект Дикастерии по интерпретации законодательных текстов — архиепископ Филиппо Янноне;

- Великий пенитенциарий — кардинал Анджело Де Донатис.
- Председатель Верховного Трибунала Апостольской Сигнатуры — кардинал Доминик Мамберти;
- Председатель Трибунала Римской Роты — монсеньор Пио Вито Пинто.

- Префект Секретариата по делам экономики Святого Престола — доктор Максимино Кабальеро Ледо;

- Председатель Папской Комиссии по делам государства-града Ватикана — кардинал Фернандо Вергес Альсага;
- Председатель Папской Комиссии по священной археологии — монсеньор Паскуале Якобоне;
- Председатель Папской Библейской Комиссии — кардинал Виктор Мануэль Фернандес;
- Председатель Международной Теологической Комиссии — кардинал Виктор Мануэль Фернандес;
- Председатель Папского Комитета по Международным Евхаристическим Конгрессам — священник Коррадо Маджони;
- Председатель Папского Комитета по историческим наукам — священник Марек Анджей Инглот;
- Председатель Дисциплинарной Комиссии Римской курии — профессор Винченцо Буономо;
- Председатель Папской Комиссии по делам Латинской Америки — вакансия.

- Камерленго — кардинал Кевин Фаррелл;
- Библиотекарь и Архивариус — архиепископ Анджело Винченцо Дзани;
- Председатель Администрации церковного имущества Святого Престола — Джордано Пиччинотти;
- Председатель Управления финансовой информации Святого Престола — Кармело Барбагалло;
- Префект Папского дома — вакансия;
- Обер-церемониймейстер Папского двора — монсеньор Диего Джованни Равелли.
- Начальник Швейцарской Гвардии — полковник Кристоф Граф;
- Председатель Кадровой службы Святого Престола — монсеньор Марко Сприцци;
- Председатель Фабрики Святого Петра — кардинал Мауро Гамбетти;